# Красноперое озеро
Красноперое озеро или Лиман Краснопер — озеро на побережье Азовского моря, расположенное на территории Бердянского района (Запорожская область, Украина). Площадь —  км². Тип общей минерализации — солоноватое. Происхождение — лагунное. Группа гидрологического режима — бессточное.
Расположено в границах ландшафтного заказника Пойма реки Берда и зоны регулируемой рекреации Приазовского национального природного парка.

## География
Входит в Бердянскую группу озёр. Длина — 1,33 км, ширина средняя — 0,7 км, наибольшая — 0,88 км. Глубина наибольшая — 0,5 м. Высота над уровнем моря — -0,4 м — ниже уровня Азовского моря. Озёрная котловина грушевидной формы, вытянутая с юго-востока на север, расширяется на юго-восток к морю. Берега низменные, песчаные, на западе — низменные, солончаковые.
Озеро расположено на побережье Азовского моря на Ближней Бердянской косе — в восточной части города Бердянск. Отделено от моря песчаной пересыпью шириной 25-50 м. Вместе с другими озёрами образовывает цепочку озёр, связанных между собой проливами или протоками — северная часть Бердянской группы озёр, расположенная северо-восточнее Большого (Долгого) озера. Эти озёра в 1970-е годы были объединены искусственными каналами в единую систему.
Питание за счёт инфильтрации морских вод Азовского моря, стока дренажных вод, водообмена с соседними озёрами. Впадает дренажный канал. Озеро более пресное — в отличие от озёр южной части Бердянской группы озёр. Солёность — 4-10 г/л. Вода зеленовато-бурого цвета. Зимой замерзает. Дно илистое, местами песчаное. Для курорта не представляет ценности, так как залежей лечебной грязи не обнаружено. Используется для рыборазведения.

## Природа
Вдоль берега тянется песчано-ракушечниковая полоса, которая с внешней стороны зарастает солончаковой растительностью (галофитами), далее травянистой. Берега и озеро у берегов зарастает прибрежно-водной растительностью (тростник обыкновенный).
Озеро служит местом гнездования птиц (краснозобая казарка, огарь, обыкновенный гоголь, тонкоклювый кроншнеп, большой кроншнеп, степная тиркушка, черноголовый хохотун, серая куропатка и другие). Среди животных встречаются заяц-русак, ёж, лисица. 
Зарастает водорослями.